# Markus Schächter

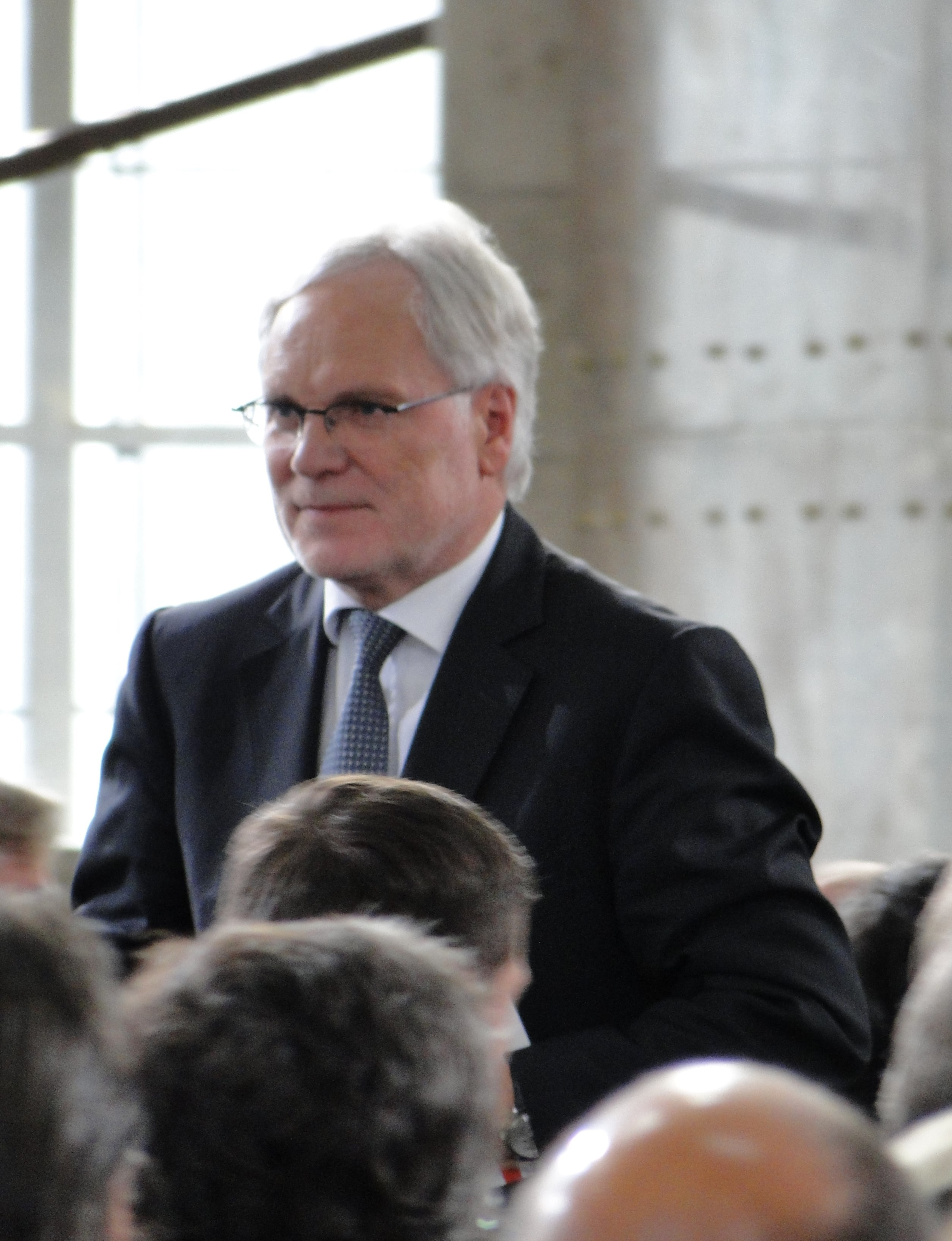
2009 in der Frankfurter Paulskirche

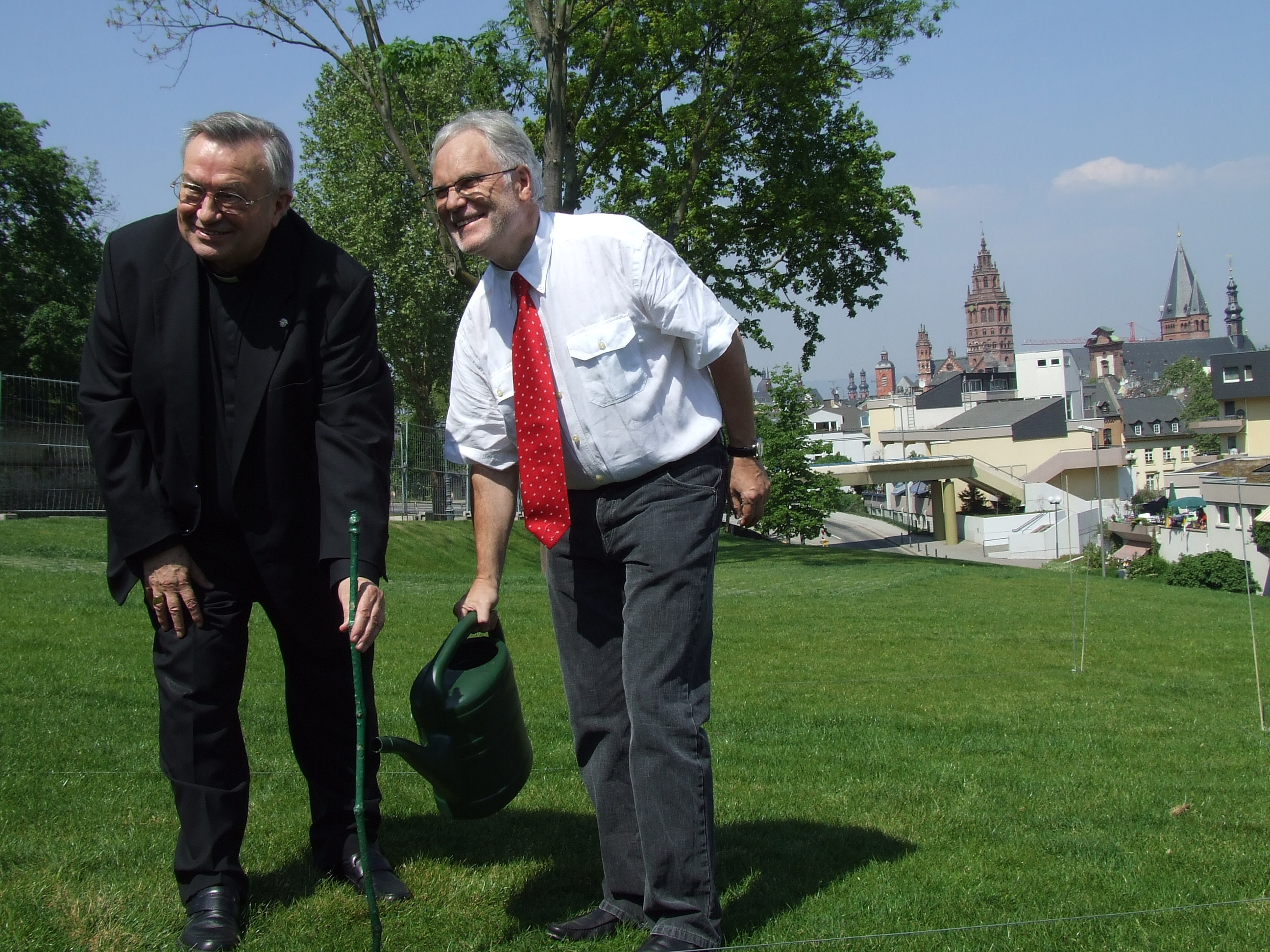
Die Weinsenatoren Kardinal Lehmann (links) und ZDF-Intendant Schächter beim Setzen der ersten Weinrebe

Markus Schächter (* 31. Oktober 1949 in Hauenstein) ist ein deutscher Journalist und Medienmanager. Von 2002 bis 2012 war er Intendant des Zweiten Deutschen Fernsehens.

## Werdegang
Schächter wurde als fünftes von sechs Kindern des Lageristen Jakob Schächter in Hauenstein in Rheinland-Pfalz geboren und wuchs in einfachen Verhältnissen auf. Nach dem Schulbesuch in Hauenstein und Dahn begann er 1968 ein Lehramtsstudium der Geschichte, Politikwissenschaft, Publizistik und Religionswissenschaft an den Universitäten München, Lyon, Paris und Mainz. Zum Wintersemester 1971/1972 erhielt er durch die Konrad-Adenauer-Stiftung ein Stipendium für Begabtenförderung. 1974 schloss Markus Schächter mit dem 1. Staatsexamen ab und engagierte sich bereits während seines Studiums journalistisch, unter anderem beim Südwestfunk (SWF), beim ZDF und bei der Deutschen Presse-Agentur (dpa) in Paris.
Den Grundstein seiner rundfunkjournalistischen Karriere legte Markus Schächter als Kulturredakteur beim Südwestfunk 1976. Nach seiner Tätigkeit (Beginn 1977) als Leiter der Abteilung für Öffentlichkeitsarbeit im Kultusministerium von Rheinland-Pfalz unter Hanna-Renate Laurien kam er 1981 endgültig zum ZDF.
Innerhalb des ZDF arbeitete er zunächst als Referent für Planungsfragen des Kabel- und Satellitenfernsehens und wurde 1983 Referent des Programmdirektors Alois Schardt.
1984 übernahm er als erste Leitungsfunktion die Führung der Redaktion „Kultur und Gesellschaft“ und war dort Mitbegründer der Sendereihe „Terra X“.
1985 wurde er Leiter der Redaktion „Kinder und Jugend“ und verantwortete in dieser Funktion unter anderem die Einführung der Kindernachrichtensendung „logo!“ im Jahr 1988.
1992 übernahm er die ZDF-Planungsredaktion, 1993 die Hauptabteilung Programmplanung. 1998 wurde er zum Programmdirektor berufen.
Seiner Wahl zum vierten ZDF-Intendanten (nach 20-jähriger Amtszeit von Dieter Stolte) im März 2002 ging ein langwieriger und für alle Beteiligten zunächst peinlicher Streit innerhalb des in zwei parteipolitisch orientierte Lager aufgeteilten ZDF-Fernsehrates voraus: Schächter erhielt als Kompromisskandidat erst kurz vor Beginn seiner Amtszeit im fünften Wahlgang die erforderliche Mehrheit von drei Fünfteln der Stimmen.
Deutlich vor Ende seiner ersten Amtszeit erzielte er im Dezember 2005 bei seiner (vorgezogenen) Wiederwahl mit 60 von 61 abgegebenen Stimmen das beste Ergebnis in der Geschichte des ZDF.
Das spektakulärste Ereignis seiner Amtszeit war die Ablehnung seines Vorschlags zur Verlängerung der Amtszeit des ZDF-Chefredakteurs Nikolaus Brender durch den von Mitgliedern der CDU/CSU dominierten ZDF-Verwaltungsrat im November 2009 sowie die durch diesen kontroversen Präzedenzfall verbundene öffentliche Debatte um die Unabhängigkeit des ZDF von parteipolitischer Einflussnahme.
Im Juli 2010 empfing Schächter gemeinsam mit Vertretern der ARD den Präsidenten des iranischen Staatsrundfunks (IRIB) und General der Revolutionswächter Ezzatollah Zarghami. Dieses Treffen stieß auf vereinzelte Kritik durch oppositionelle Iraner.
Am 25. Januar 2011 gab Schächter bekannt, dass er nicht erneut für die nächste Amtsperiode zur Wahl stehe. Er begründete dies damit, dass zehn Jahre ein gutes Zeitmaß seien, er seine Ziele erreicht habe und jede Spitzenposition in einem Top-Unternehmen, nach seiner Überzeugung, zeitlich begrenzt sei. Der damalige Vorsitzende des ZDF-Verwaltungsrates Kurt Beck hob in der Frankfurter Rundschau hervor, dass Schächter den Sender finanziell auf eine solide Basis gestellt habe. In derselben Ausgabe wurde auf die bereits 2001 geschaffene und unter ihm weiterentwickelte ZDFmediathek verwiesen, durch die der Sender sich für die Digitalisierung neu ausrichten konnte. Michael Hanfeld schrieb in der FAZ, dass es dem scheidenden Intendanten gelungen sei, seinen 2002 aufgestellten „Zehnjahresplan einzuhalten“. Als Beispiele nannte Hanfeld die programmatische Ausrichtung des ZDF, unter anderem durch den für jüngere Zuschauer konzipierten digitalen Kanal ZDFneo, der 2009 auf Sendung gegangen war. Schächters Nachfolger wurde im März 2012 Thomas Bellut.
Markus Schächter war bis Ende 2012 gewähltes Mitglied des Exekutivrats (Vorstands) der Europäischen Rundfunkunion (EBU). Sein Nachfolger als deutscher Vertreter wurde BR-Intendant Ulrich Wilhelm. Von 2011 bis 2015 war er Präsident der ARTE-Gesellschafterversammlung. Am 13. Juli 2016 wurde er Mitglied des Kommunikationssekretariats (heute: Dikasterium für die Kommunikation) der Römischen Kurie.

## Lehraufträge
Markus Schächter lehrte seit Januar 2004 als Professor für Medientheorie und Medienpraxis an der Hochschule für Musik und Theater (HfMT) in Hamburg, die ihm im selben Jahr die akademische Bezeichnung Professor verlieh. Seit dem Wintersemester 2012 ist Markus Schächter Honorarprofessor an der Hochschule für Philosophie München für das Fach Medienethik.

## Kritik
Fall Brender
Im Zusammenhang mit der öffentlich kontrovers diskutierten Beendigung der Amtszeit von Chefredakteur Nikolaus Brender hatte sich Schächter ungewöhnlich offen gegen die vom stellvertretenden ZDF-Verwaltungsratsvorsitzenden (und de facto Mehrheitsführer) Roland Koch öffentlich geäußerte Absicht zur Nichtverlängerung gestellt, indem er an seinem letztlich nicht mehrheitsfähigen Personalvorschlag Brender festhielt. Allerdings wurde ihm auch nahegelegt, die Legalität der Ablehnung der Vertragsverlängerung des Chefredakteurs auf dem Wege einer verwaltungsgerichtlichen Klage überprüfen zu lassen, wovon er jedoch letztendlich absah. Stattdessen überließ Schächter es der Politik, für eine grundlegende Überprüfung der geltenden Regeln zu sorgen. Nach der heftigen Kritik Brenders an einem internen parteipolitischen Spitzelsystem im ZDF, das mit der DDR vergleichbar sei, rügte Schächter diese Darstellung als unzutreffend und überzogen.
Digitalkanäle
Die Zeitung Die Welt bezeichnete den Aufbau neuer Digitalkanäle durch Schächter als „Fehlkalkulation“. Diese Digitaloffensive sei der eigentliche Grund dafür, dass sein Nachfolger Bellut beim ZDF 400 Stellen abbauen müsse.

## Sonstige Engagements
Markus Schächter bekleidet neben zahlreichen Ämtern im Medienbereich noch eine Vielzahl anderer Ämter im Rahmen des sozialen und kulturellen Engagements des ZDF: Er war u. a. Vorsitzender des Aufsichtsrats der Deutschen Behindertenhilfe Aktion Mensch, Mitglied des Deutschen Komitees für UNICEF, Mitglied des Kuratoriums der Deutschen Stiftung Denkmalschutz und Vorsitzender der Stiftung Hoher Dom zu Mainz.
Er ist außerdem Mitglied in verschiedenen Kuratorien: u. a. der Kulturstiftung der Länder, der Museumsinsel Berlin, der Johannes Gutenberg-Universität Mainz, von Reporter ohne Grenzen Deutschland, der CIVIS Medienstiftung, der Eugen-Biser-Stiftung München, des Bachchores Mainz sowie Vorsitzender des Kuratoriums der Stiftung Lesen.
Seit Juni 2011 ist Markus Schächter Vorsitzender des Stiftungsrates der Stiftung Zukunft Berlin.

## Auszeichnungen und Ehrungen
- 2001 erhielt er das Goldene Verdienstzeichen des Landes Oberösterreich.
- 2003 wurde ihm der Global Television Outstanding Achievement Award der Banff World Television Foundation Kanada verliehen, außerdem der Karl-Friedrich-Schinkel-Ring des Deutschen Nationalkomitees für Denkmalschutz.
- 2004 wurde Schächter vom Verein Deutsche Sprache mit dem Titel Sprachpanscher des Jahres für die Verwendung von Anglizismen oder „Denglisch“ im öffentlichen Sprachgebrauch bedacht.
- 2005 erhielt er den Verdienstorden des Landes Berlin, den Bayerischen Verdienstorden sowie die Auszeichnung Der Ranzengardist der Mainzer Ranzengarde von 1837 e. V.
- 2006 wurde er mit dem Bundesverdienstkreuz (1. Klasse) ausgezeichnet und erhielt den Ehrentitel Professor des Hamburger Senats.
- 2007 erhielt er zusammen mit Kardinal Lehmann bei der Einweihung des Mainzer Prominentenweinberges den Ehrentitel Consitor Primus Senatus Vineti (Erster Pflanzer des Senats-Weinberges).
- 2008 erhielt er den Lachenden Amtsschimmel des DBB Beamtenbund und Tarifunion.
- 2008 bekam er den Verdienstorden des Landes Nordrhein-Westfalen und mit der Georg-Scheu-Plakette den Weinkulturpreis der Stadt Alzey.
- 2009 wurde Schächter der Directorate Award der International Emmy Awards zuerkannt.[25]
- 2011 wurde Schächter mit dem Französischen Nationalverdienstorden Ordre national du Mérite[26] sowie dem päpstlichen Gregoriusorden ausgezeichnet.[27]
- 2012 erhielt er das Österreichische Ehrenkreuz für Wissenschaft und Kunst I. Klasse[28]
- 2014 Ehrendoktorat der Hochschule für Philosophie München[29]
- 2017 Officier de l’ordre des Arts et des Lettres

## Privates
Markus Schächter ist verheiratet und wohnt im Mainzer Stadtteil Hechtsheim.